# Italia en los Juegos Olímpicos de México 1968
Italia estuvo representada en los Juegos Olímpicos de México 1968 por un total de 167 deportistas que compitieron en 17 deportes.  
El portador de la bandera en la ceremonia de apertura fue el jinete Raimondo D'Inzeo.

## Medallistas
El equipo olímpico italiano obtuvo las siguientes medallas:
| Nombre                                                                             | Deporte           | Competición                |
| ---------------------------------------------------------------------------------- | ----------------- | -------------------------- |
| Oro                                                                                |                   |                            |
| Pierfranco Vianelli                                                                | Ciclismo en ruta  | Ruta ind. M                |
| Primo Baran Renzo Sambo Bruno Cipolla                                              | Remo              | Dos con timonel (M) M      |
| Klaus Dibiasi                                                                      | Saltos            | Plataforma 10 m M          |
| Plata                                                                              |                   |                            |
| Giordano Turrini                                                                   | Ciclismo en pista | Scratch M                  |
| Wladimiro Calarese Pierluigi Chicca Michele Maffei Rolando Rigoli Cesare Salvadori | Esgrima           | Sable por eqs. M           |
| Klaus Dibiasi                                                                      | Saltos            | Trampolín 3 m M            |
| Romano Garagnani                                                                   | Tiro              | Skeet M                    |
| Bronce                                                                             |                   |                            |
| Eddy Ottoz                                                                         | Atletismo         | 110 m vallas M             |
| Giuseppe Gentile                                                                   | Atletismo         | Triple salto M             |
| Giorgio Bambini                                                                    | Boxeo             | Pesado (+81 kg) M          |
| Lorenzo Bosisio Cipriano Chemello Giorgio Morbiato Luigi Roncaglia                 | Ciclismo en pista | Persecución por eqs. M     |
| Giovanni Bramucci Vittorio Marcelli Mauro Simonetti Pierfranco Vianelli            | Ciclismo en ruta  | Ruta por eqs. M            |
| Gianluigi Saccaro                                                                  | Esgrima           | Espada ind. M              |
| Abramo Albini Tullio Baraglia Renato Bosatta Pier Angelo Conti-Manzini             | Remo              | Cuatro sin timonel (M4-) M |
| Fabio Albarelli                                                                    | Vela              | Finn M                     |
| Franco Cavallo Camillo Gargano                                                     | Vela              | Star M                     |